# Schwarzenberský palác v Praze
Schwarzenberský palác nebo též Lobkovický palác je renesanční palác na Hradčanském náměstí v Praze, který v minulosti sloužil jako reprezentativní rezidence při sídle českých králů nejprve hlavám rodů Lobkoviců, Rožmberků, Eggenbergů a nakonec Schwarzenbergů, kteří palác vlastnili až do roku 1947.
V současné době je v paláci expozice Národní galerie.

## Historie

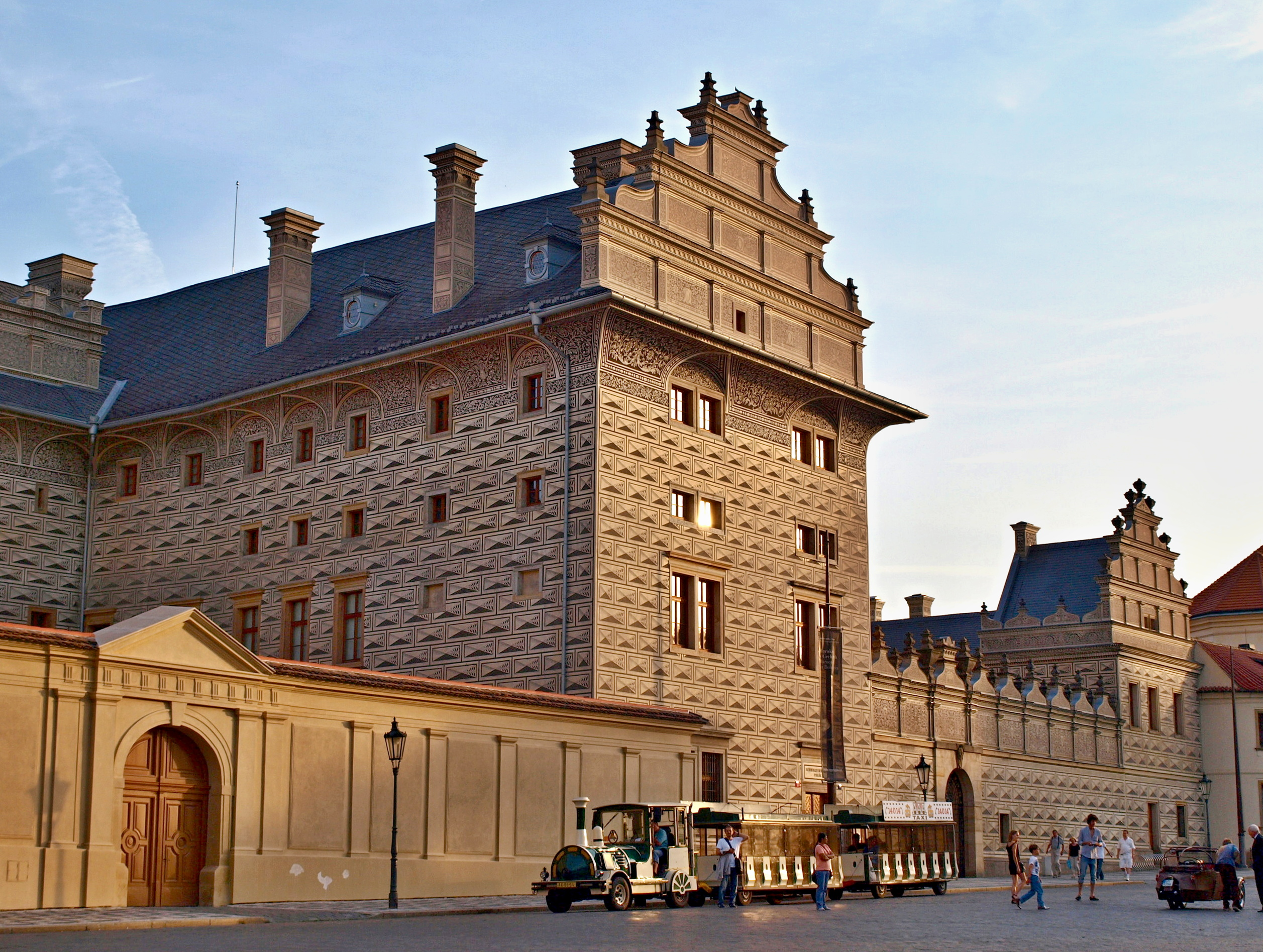
Schwarzenberský palác z Hradčanského náměstí

Dnes trojkřídlá budova byla postavena mezi lety 1545–1567 pod vedením Agostina Galliho (zvaného též Augustin Vlach), jako městská rezidence Jana mladšího Popela z Lobkovic na spáleništi několika středověkých domů. Jedná se o výraznou, a také poměrně ranou renesanční stavbu, jejíž fasády jsou řešeny pomocí bohatě utvářeného sgrafitového dekoru. Charakteristické je použití mohutných, z větší části podvojných oken s tesanými renesančními ostěními, mohutné lunetové římsy i etážových, bohatě členěných a zdobených renesančních štítů. V interiérech se dochovaly cenné renesanční nástěnné malby z doby kolem roku 1580.
Roku 1590 získal palác Jiří Popel z Lobkovic, jemuž byl roku 1594 spolu s celým majetkem zkonfiskován pro urážku majestátu. Rudolf II. poté palác vyměnil s Petrem Vokem z Rožmberka za nedaleký palác Rožmberský. V pobělohorském období byl palác opět zkonfiskován a císař Ferdinand II. jej věnoval roku 1631 Janu Oldřichovi z Eggenberka jako dar za jeho služby.
Roku 1710 zde zemřel 3. kníže z Eggenbergu a vévoda krumlovský Jan Kristián I. a během následujících sedmi let vymřel roku 1717 nečekaně celý rod Eggenberků. Palác proto přešel do vlastnictví vévodkyně-vdovy Marie Arnoštky, která jej spolu s Krumlovským vévodstvím a přiléhajícím majetkem v Čechách odkázala svému synovci Adamu Františkovi ze Schwarzenbergu. Od roku 1719 tak palác vlastnili Schwarzenbergové, kteří k němu v roce 1811 připojili sousední Salmovský palác.
V první čtvrtině 18. století byl palác, především v interiérech, barokně upraven, ovšem tyto, zřejmě poměrně výrazné úpravy, značně setřela puristická rekonstrukce na konci 19. století. Rekonstrukce (1871) byla provedena podle návrhu Josefa Schulze. Schulz před rekonstrukcí paláce studoval staré postupy tvorby renesančních sgrafit a tím se zasloužil o uplatnění sgrafit v české novorenesanční architektuře. V dalších letech se sgrafito počíná objevovat na domech navrhovaných zejména architekty Antonínem Wiehlem a Janem Zeyerem a s oblibou je navrhovala řada malířů a sochařů generace Národního divadla. Antonín Wiehl na studiu české renesance 16. století založil své pojetí neorenesance jako obnovené české renesance  (poprvé u domu čp. 1035/I. v ulici Karoliny Světlé, kde se inspiroval lunetovými římsami Schwarzenberského paláce).

## Muzea v paláci
Od roku 1909 pronajímali Schwarzenbergové prostory paláce Národnímu technickému muzeu. Roku 1940 však byla na všechen majetek JUDr. Adolfa Schwarzenberga pro jeho protinacistické postoje uvalena gestapem nucená správa. Po roce 1945 nebyl JUDr. Schwarzenbergovi, který uprchl s rodinou do USA v roce 1940, umožněn návrat do vlasti a roku 1947 byl celý jeho majetek v Československu protiústavně vyvlastněn včetně Schwarzenberského paláce. Po komunistickém puči roku 1948 byl palác následně přeměněn na Vojenské historické muzeum.
Roku 2002 přešel palác do vlastnictví Národní galerie v Praze. Poté proběhla celková rekonstrukce objektu a od roku 2008 slouží jako stálá expozice Národní galerie (sbírka umění renesance, manýrismu a baroka v českých zemích).
V podkroví paláce byla v letech 2011–2019 umístěna expozice Vojenského historického ústavu nazvaná Císařská zbrojnice. Obsahovala sbírku zbraní, zbroje a uměleckých děl z období od 15. do poloviny 19. století.

## Galerie

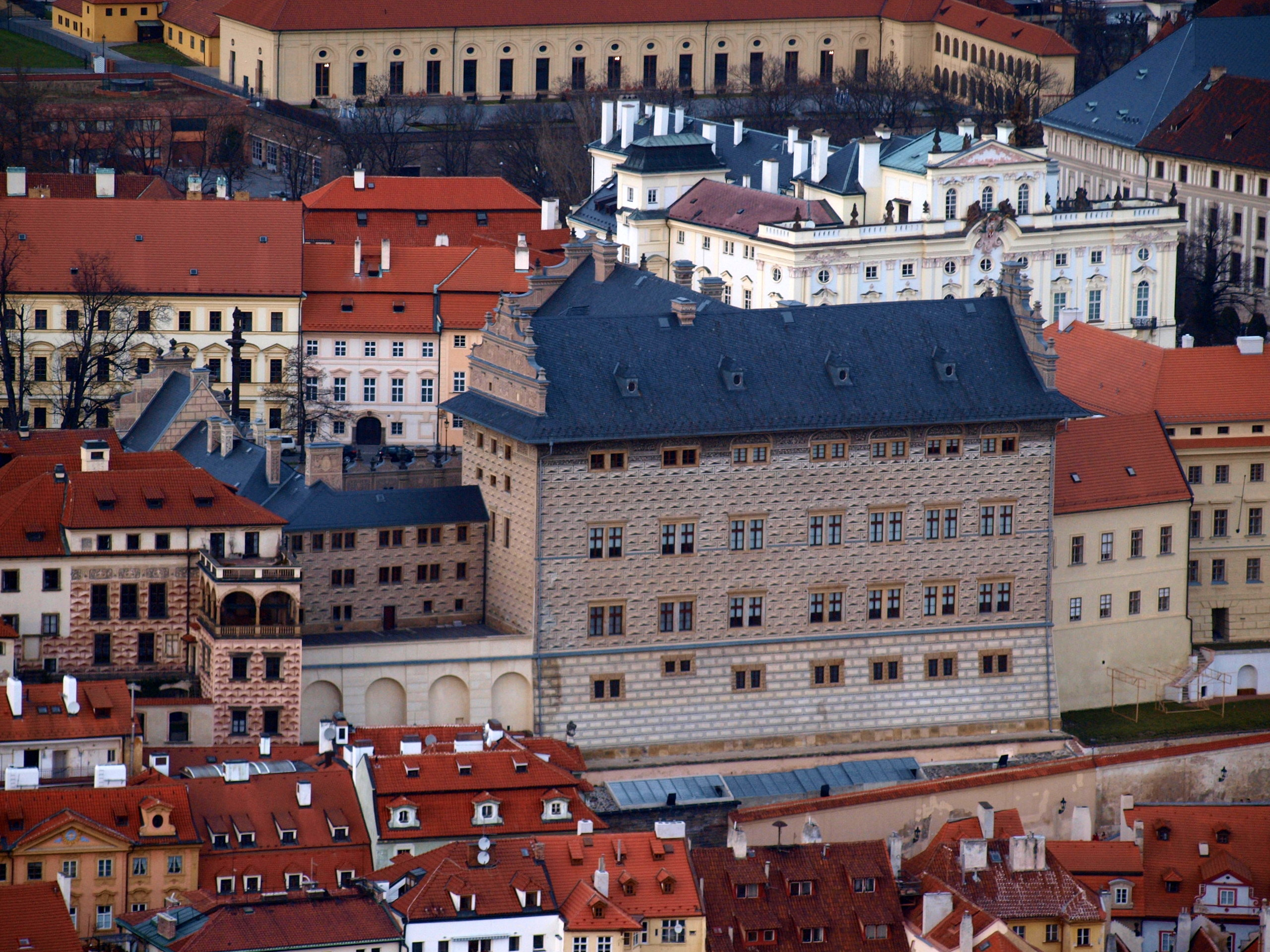
Schwarzenberský palác v hradčanské historické zástavbě, za ním světlý Arcibiskupský palác a zcela v pozadí Jízdárna Pražského hradu
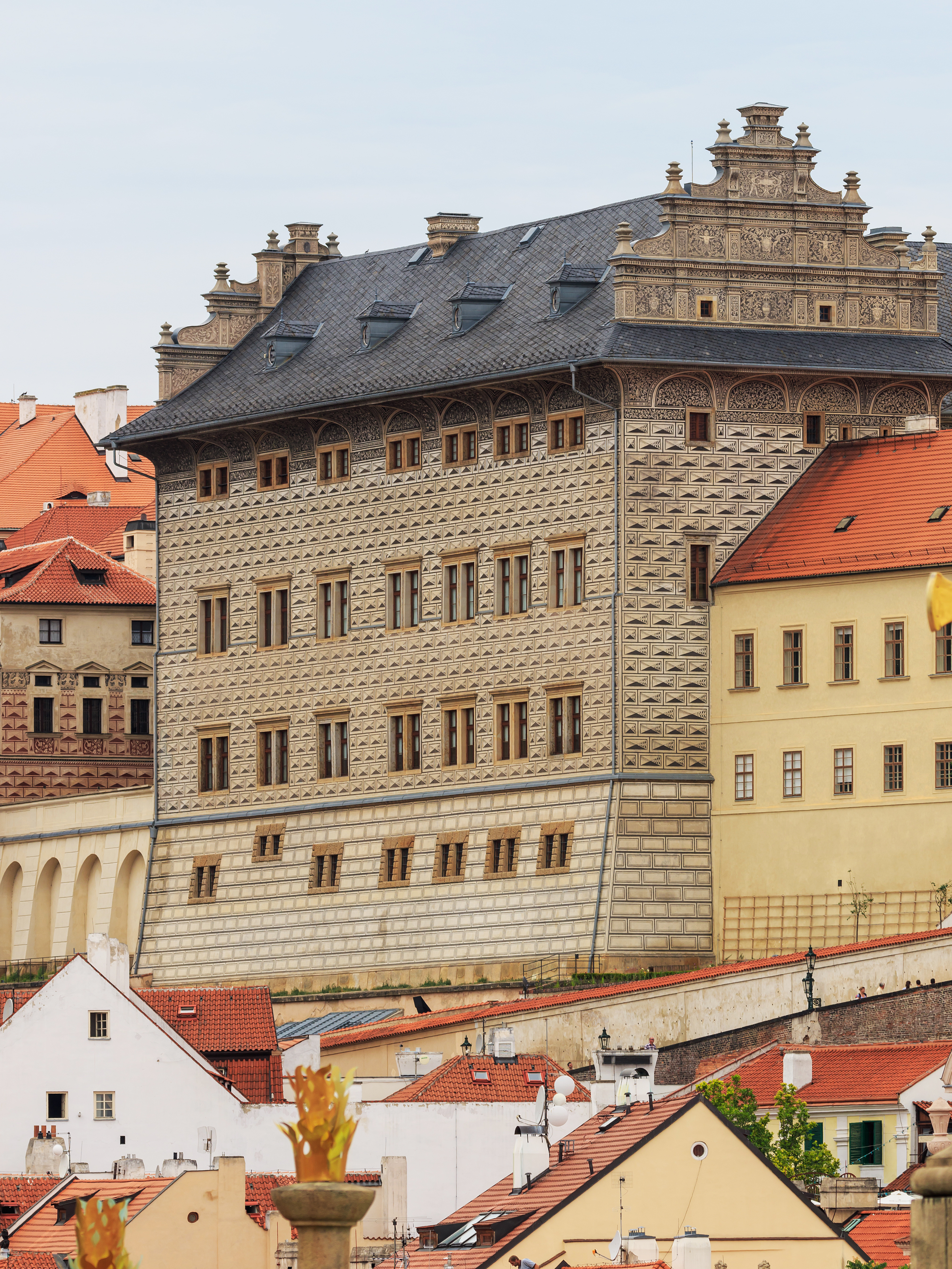
Pohled z Malé Strany
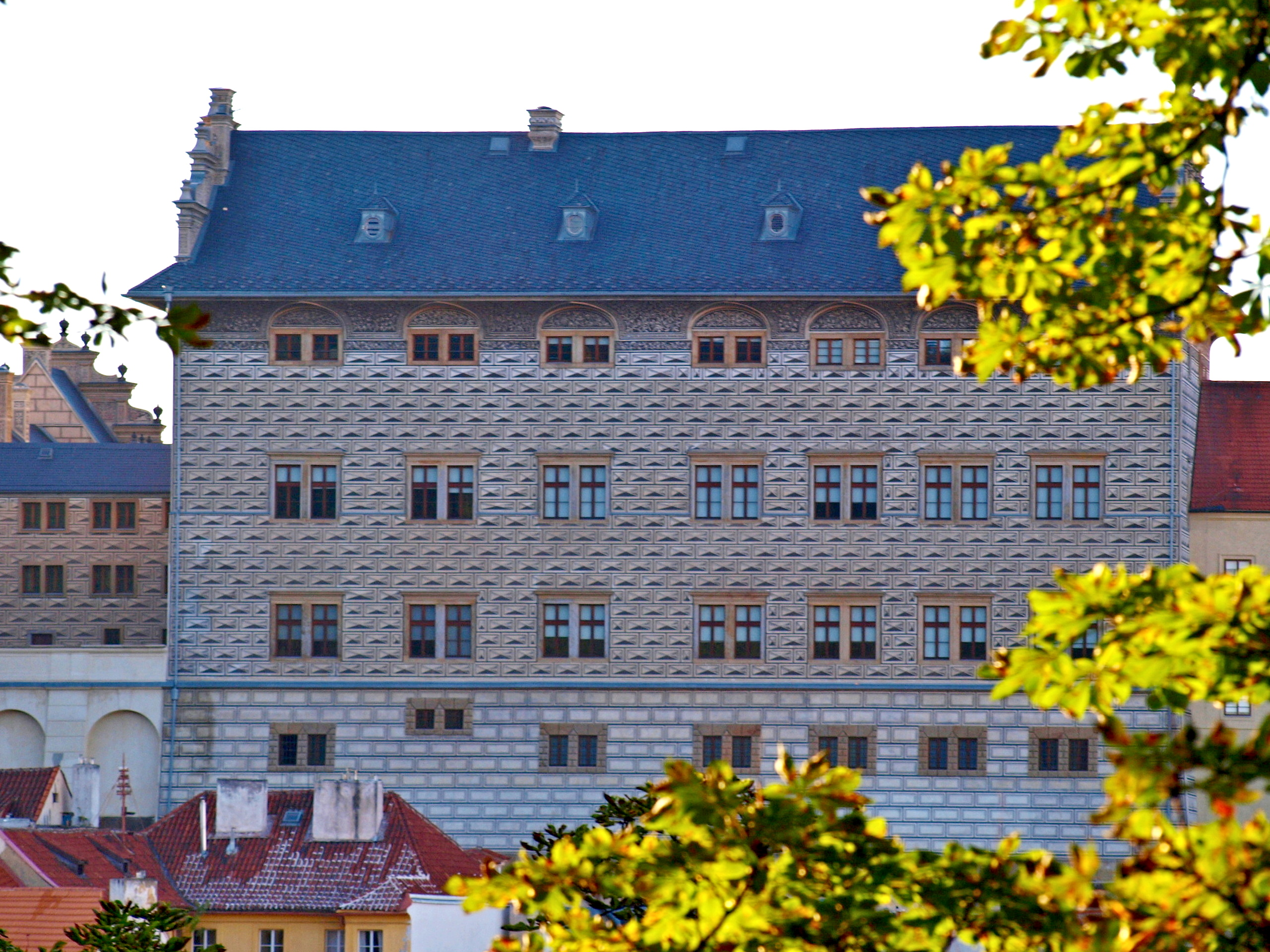
Pohled z Lobkovické zahrady
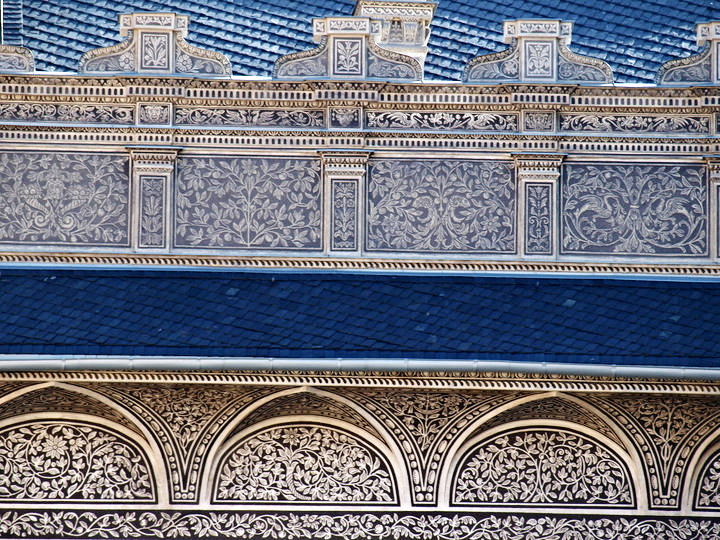
Detail výzdoby paláce
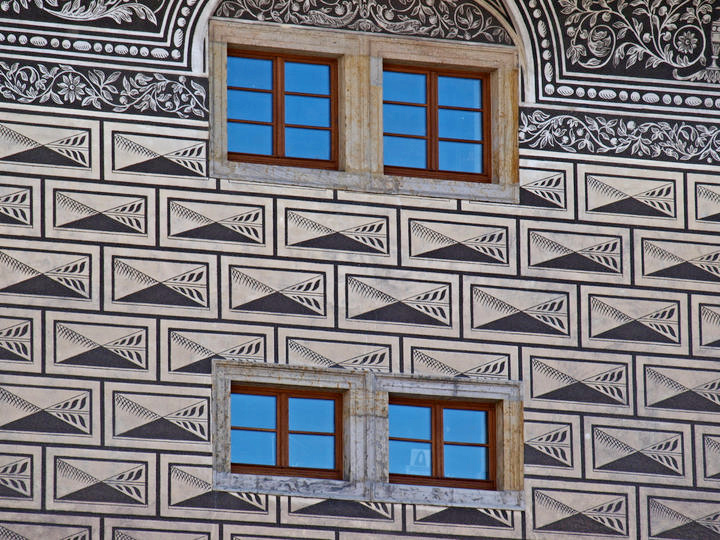
Detail paláce